# Classe Som
Pour les articles homonymes, voir Som.
La Classe Som (en russe : Сомъ) était une classe de sous-marins de la marine impériale russe.

## Sous-marins
Sept exemplaires furent construits :
- Som (Сомъ, en français silure) : 1904
- Chtchouka (Щука, brochet) : 1905
- Sterliad (Стерлядь, sterlet) : 1905
- Belouga (Белуга, grand esturgeon) : 1905
- Peskar (Пескарь, goujon) : 1905
- Losos (Лосось, saumon) : 1905
- Soudak (Судакъ, sandre) : 1905

## Histoire
Dès le début de la guerre russo-japonaise l’amirauté russe cherche à renforcer rapidement sa flotte, y compris sous-marine, en se procurant des navires à l’étranger.
Le Som fut acheté à la firme américaine Holland, son nom d'origine était « Fulton », et servit de prototype pour une classe de sous-marins russes. Les sous-marins furent construits par l’« usine de constructions navales et mécaniques (ru) » à Saint-Pétersbourg selon le Holland design No. 7.
Seuls le Som et le Chtchouka furent expédiés par voie ferrée à Vladivostok pour participer au conflit à partir d’avril 1905.
En 1907 le Losos et le Soudak sont transférés à la flotte de la Mer Noire, les autres demeurent dans la flotte de la Baltique.
Durant la Première Guerre mondiale, les sous-marins (excepté le Losos et le Soudak) furent équipés d'un canon de 37 mm.
Le Som sombra en mer Baltique le 10 mai 1916, après être entré en collision avec un bateau le vapeur suédois Ångermanland. Les Chtchouka, Peskar, Sterliad et Belouga furent capturés par les Allemands pendant l'occupation de Reval le 25 février 1918. Le Losos et le Soudak furent capturés à Sébastopol d’abord par les Allemands, le 1er mai 1918, puis par les troupes d’intervention franco-britanniques et finalement sabordés par ces dernières en 1919.
En 2015 une équipe de plongeurs suédois annonce la découverte de l’épave d’un sous-marin portant une inscription cyrillique. Tout laisse penser qu’il s’agit du Som.

## Photographies

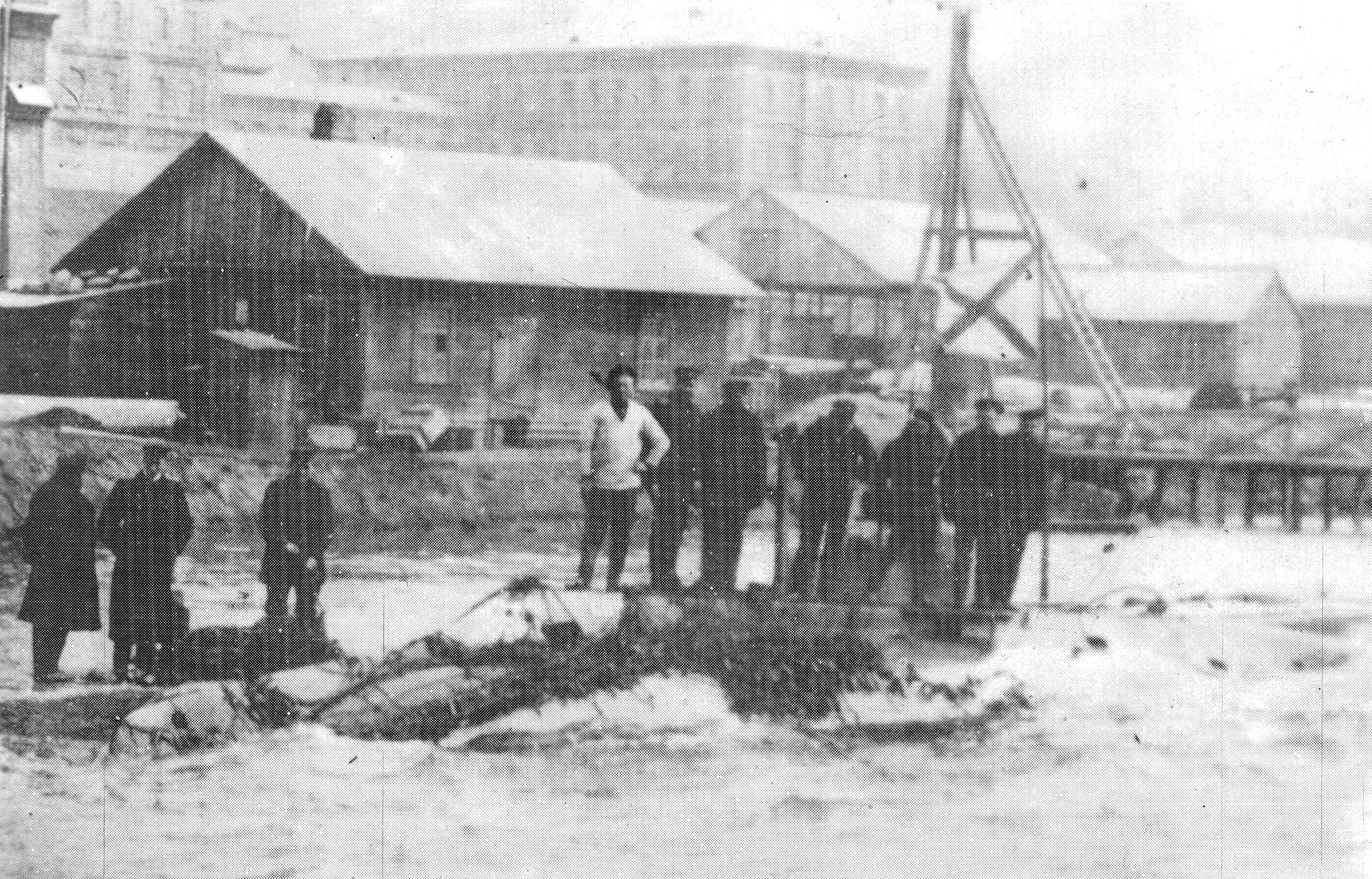
Le Som à Vladivostok
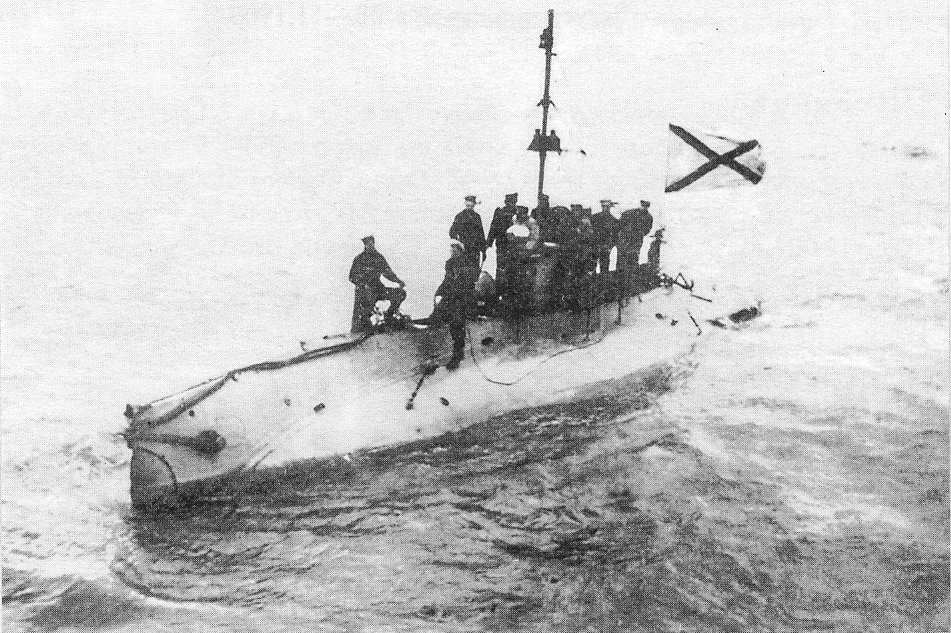
Le Belouga
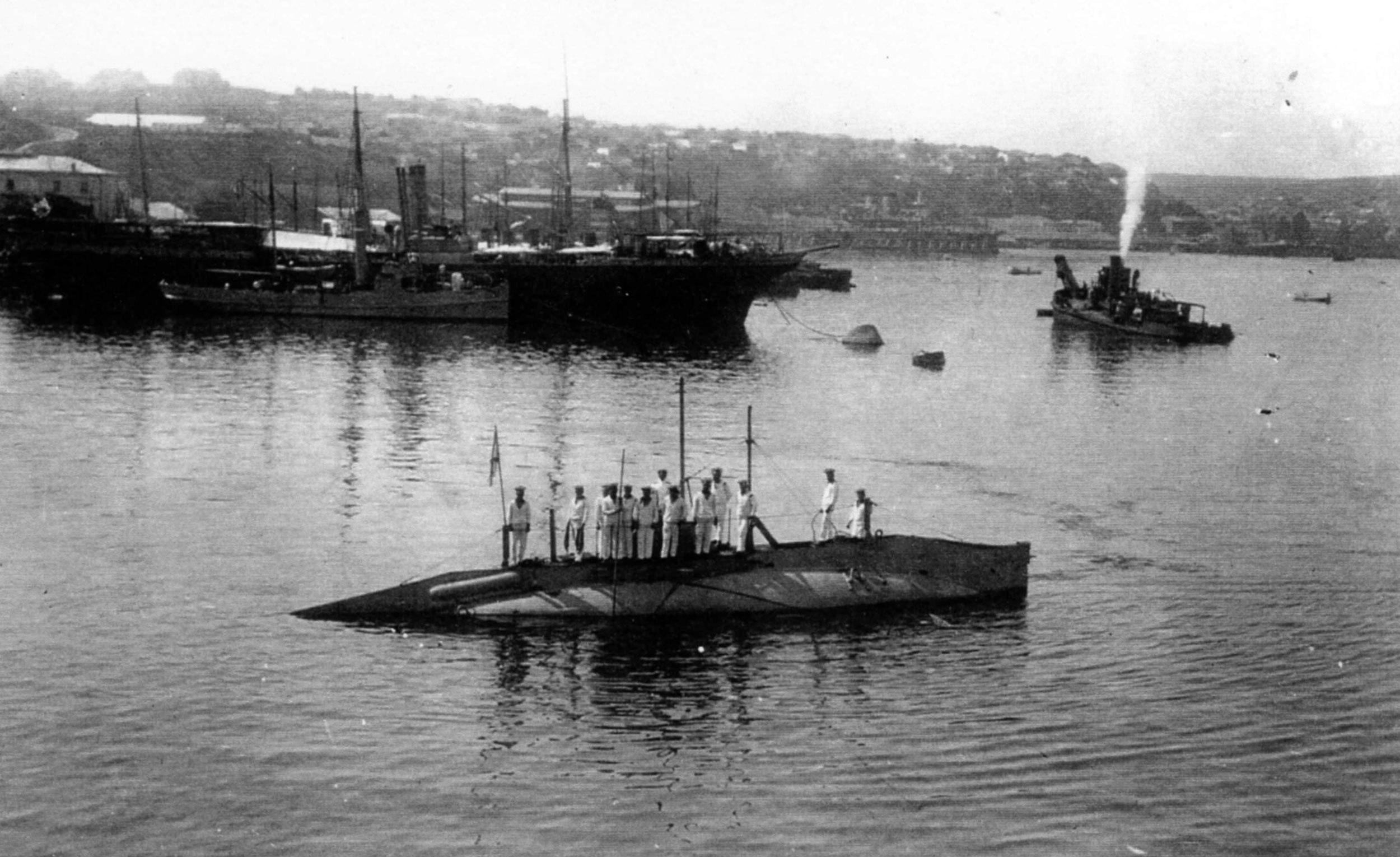
Le Losos à Sébastopol
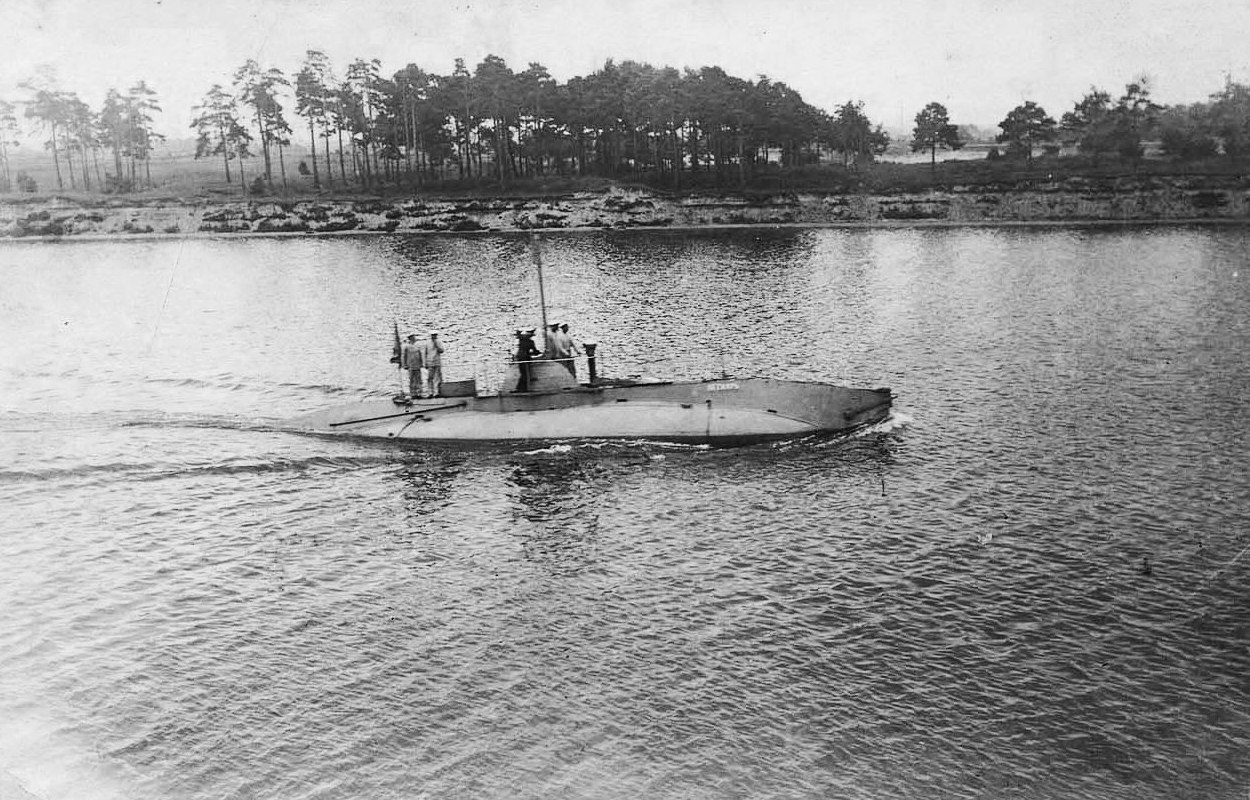
Le Peskar à Libau
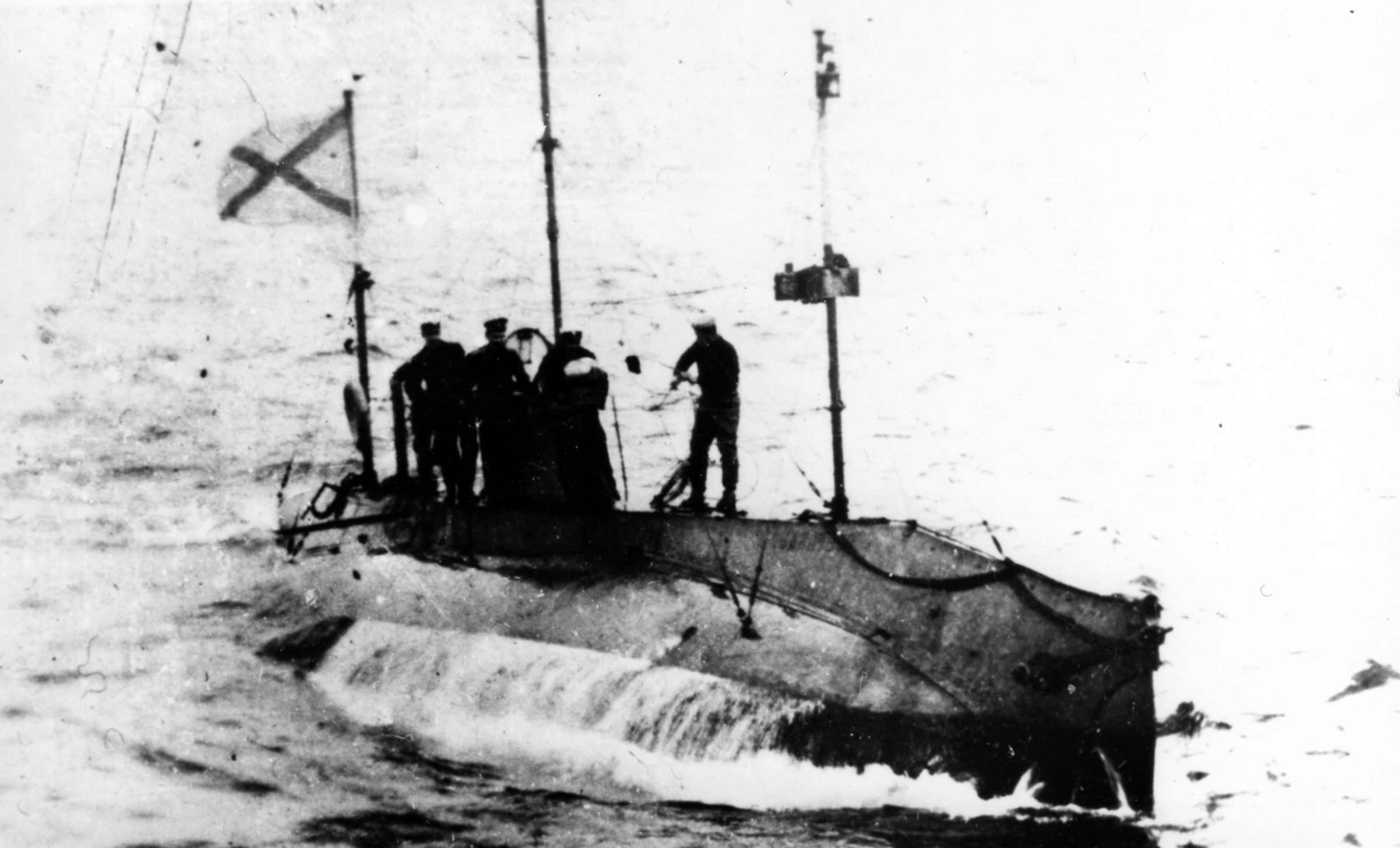
Le Sterliad
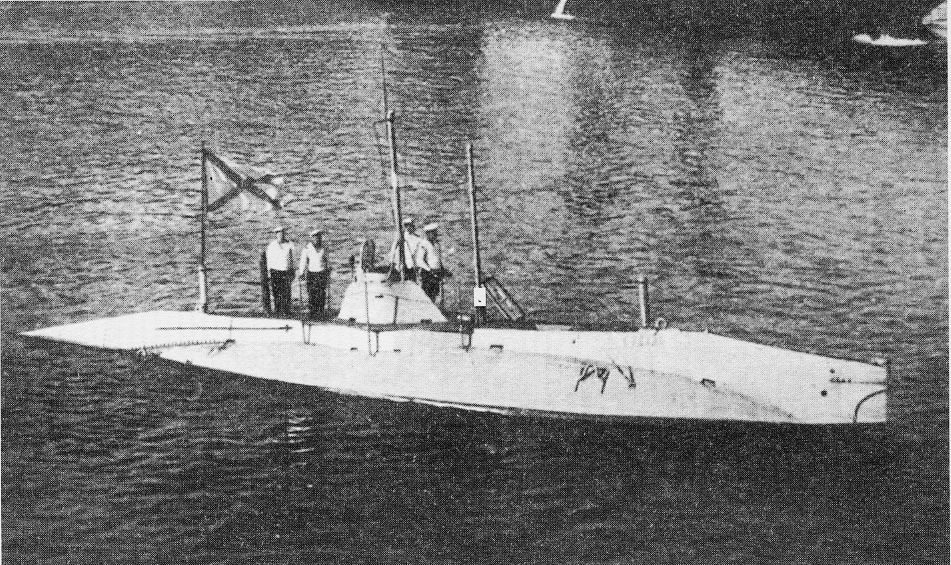
Le Soudak

## Source
- (en) Igor D Spassky et V P Semyonov, Submarines of the tsarist navy : a pictorial history, Annapolis, Md, Naval Institute Press, 1998, 94 p. (ISBN 978-1-557-50771-6)
- « Classe SOM Historique », sur soumarsov.eu (consulté le 31 décembre 2023)